# Липичанська пуща
Липичанська пуща — лісовий масив, заказник державного значення розташований в Дятловському, Мостовському та Щучинському районах Гродненської області. Заповідник створений у 2002 році для охорони рідкісних природних мальовничих ландшафтів і комплексів. Його площа становить 15,1 тис. га (2006).
Переважає лісова рослинність: вересові-моховиті бори, чорничні ялинники, похідні березняки. Уздовж Німану є ділянки заплавних дібров. Максимальний вік дібров — 230 років (окремі дуби- «старожили» до 450–500 років).
Природно-теренні комплекси заказника відрізняються наявністю великих видатків, недосяжністю багатьох ділянок лісів (особливо в східній частині заказника) для відвідування людьми, створені умови для розселення рідкісних видів рослин і тварин. У заказнику виділено 25 катеґорій особливо цінних рослинних угруповань.
У флори 754 види вищих судинних рослин, з яких 16 перебувають в Червоній книзі Білорусі: живучка пірамідальна, касатик сибірський, лілія кучерява, шавлій луговий та ін. Фауна включає 29 видів ссавців, 11 — амфібій і рептилій, 30 риб, 136 — птахів.
Ліси мають водоохоронних значення. Зона відпочинку і туризму.